# ジェリーとモリーとサム
『ジェリーとモリーとサム』（原題：Jerry and Molly and Sam）は、アメリカの小説家レイモンド・カーヴァーの短編小説。

## 概要
『パースペクティブ』1972年夏号に掲載されたときのタイトルは "A Dog Story" だった。カーヴァーの最初の短編集である『頼むから静かにしてくれ』（マグロー・ヒル社、1976年3月9日）に収録。
日本語版は『新潮』1985年11月号が初出。翻訳は村上春樹。村上が独自に編纂した単行本『夜になると鮭は‥‥』（中央公論社、1985年6月27日）に収録。ここまでの邦題は「犬を捨てる」だったが、『THE COMPLETE WORKS OF RAYMOND CARVER 1　頼むから静かにしてくれ』（中央公論社、1991年2月20日）収録時に原題どおりの「ジェリーとモリーとサム」に戻された。
映画監督のロバート・アルトマンはカーヴァーの9つの短編と1編の詩をもとに『ショート・カッツ』（1993年）を作るが、本作品もその中のひとつに選ばれている。

## あらすじ
アルは妻のベティーにせがまれて一ヵ月の家賃が200ドルという立派な家に引っ越したばかりだった。そこへ来て勤め先がレイオフを始めた。職場で安心していられる人間は一人もいなかった。レイオフの話でもちきりだった頃、気が滅入ったアルはワインストックの店で働いているジルという女と知り合い、浮気を重ねた。また便秘と小さなハゲにもくよくよするようになった。4ヶ月前に妻の妹のサンディーから譲り受けた雑種犬も悩みの種のひとつだった。アルにとって犬は子供たちがわめきたてて奪いあい、なぐりあいをするような類いのものとしか思えなかった。
アルは「物事の秩序を正し、すべてのかたをつけるため」、はじめに犬のスージーを捨てることに決めた。昔住んでいたヨロ・カウンティーに入ったばかりのところまで行き車から放り出した。
仕事から帰宅すると、そこはまさに修羅場だった。娘のメアリが泣きながら駆けよってきた。「スージーがいなくなっちゃったの。もう戻ってこないわ、お父さん、私わかるの」としくしく泣きながら娘は言った。